# Креслення Брюса-Партінгтона
«Кре́слення Брю́са-Партінґто́на» (англ. «The Adventure of the Bruce-Partington Plans») — твір із серії «Його останній уклін» Артура Конан Дойла. Уперше опубліковано Strand Magazine у 1908 році.

## Сюжет

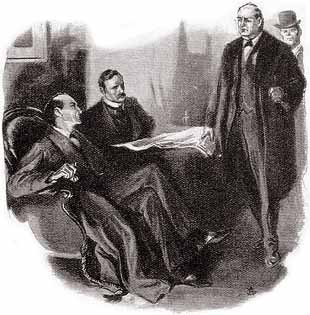
Майкрофт Голмс відвідує брата

До Шерлока Голмса приходить його брат Майкрофт. Він повідомляє, що знайдено мертвого молодого клерка Артура Кодогана Веста поблизу станції електропоїзда з неповним набором креслень — у нього знайдено тільки сім з десяти вкрадених аркушів. Три інші так і не знайдено, їхній зміст може буде використаний ворогами Великої Британії для будування човна Брюса-Партінґтона.
Стає очевидно, що молодий чоловік впав з вагону електрички, і те, що він викрав креслення з метою їх продажу. Один з пасажирів розповідає, що чув глухий звук у місці, де знайдено тіло, але не зміг нічого побачити через туман. Після огляду детективом місця він повідомляє, що Артур Вест був вбитий у іншому місці та покладений на вагон електрички для того, щоб замести сліди.
Керівник по роботі Веста, Джеймс Волтер, помер від розриву серця, ймовірно через втрату честі, коли було вкрадено креслення. Дівчина клерка повідомляє, що на останньому тижні він говорив, що креслення можна легко вкрасти з офісу. Через день, коли Вест з дівчиною прийшли до театру, молодий чоловік зник і після цього його ніхто не бачив.
Сідні Джонсон, старший клерк, повідомляє Голмсу, що в той вечір він, як завжди, останній йшов і документи залишав у себе. Для того, щоб вкрасти креслення, необхідно три ключі (від будинку, офісу та сейфу), але у Веста не було знайдено дублікатів, зате останні були знайдені у сера Джеймса. Джонсон також згадує, що одне з семи креслень, що залишились, також необхідне для проектування човна.

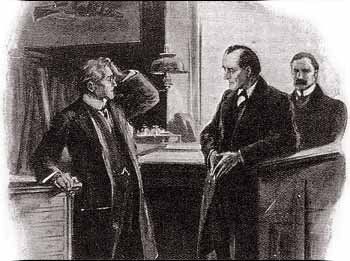
Сідні Джонсон розмовляє з Голмсом

Після того, як Голмс покинув офіс, він дізнається, що один з клерків бачив збентеженого Веста, який сів на потяг до Лондонського мосту.
Детектив дізнається про деякого агента Уго Обернштейна, який покинув місто одразу ж після смерті Артура Веста. Його будинок розташовується одразу ж за колією електропоїзда, через те, що часто переводять потяги на інші колії, вони зупиняються прямо навпроти вікон Уго. Отже, стає зрозуміло, що тіло Веста було покладено звідси, залишається дізнатись, хто й навіщо вбив клерка.
Увірвавшись до будинку агента, Голмс і Вотсон знаходять на підвіконні сліди бруду та крові. З вікон дуже просто було викинути небіжчика на вагон. У газеті детектив знаходить повідомлення, які свідчать про певну ділову угоду, підписані «П'єро». Голмс в аналогічному стилі починає підтримувати «діалог», намагаючись таким чином змусити невідомого прийти до будинку Оберштейна.
Це спрацьовує. До будинку приходить полковник Валентайн, один з працівників міністерства. Він визнає, що вкрав креслення, але присягається, що вбивця Веста — Уго Оберштейн. Агент забрав три креслення, бо їх не можна було скопіювати за короткий час, інші сім були покладені клерку в кишеню, для того, щоб всі подумали, що це саме Вест вкрав документи.
Валентайн був по вуха в боргах і мав величезну потребу в грошах, і тому заманював Обернштейна в Лондон, щоб продати йому необхідне для проектування четверте креслення. Обернштейн прибуває до Англії та отримує 15 років в'язниці, полковник Валентайн помирає у в'язниці.